# Mimuleae
Mimuleae Dumort., 1829  è una tribù di piante angiosperme appartenenti alla famiglia delle Phrymaceae.

## Etimologia
Il nome della tribù deriva dal suo genere tipo Mimulus L., 1753 la cui etimologia deriva dal vocabolo greco "mimo" e indica i fiori che in qualche modo imitano il volto o, secondo altre interpretazioni, somigliano al volto di una scimmia o alle maschere ghignanti indossate dagli attori classici greci. Il nome scientifico è stato definito dal botanico, naturalista e politico belga Barthélemy Charles Joseph Dumortier (Tournai, 3 aprile 1797 – 9 giugno 1878) nella pubblicazione "Analyse des Familles de Plantes: avec l'indication des principaux genres qui s'y rattachent. Tournay -  Anal. Fam. Pl.: 23." del 1829.

## Descrizione

### Portamento
Il portamento delle specie di questa tribù è erbaceo annuale o perenne (anche subarbustivo) o acquatico. La superficie di queste piante varia da Glossario botanico#glabra a densamente pelosa (fino ad essere vischiosa) con fusti da prostrati (decombenti) a ascendenti o eretti e sezioni da affusolate a fortemente quadrangolari (fino ad alate) a causa della presenza di fasci di collenchima posti nei quattro vertici.

### Foglie
Le foglie lungo il caule sono disposte in modo opposto a 2 a 2.  Sono presenti anche specie con portamento rosulato. Le foglie sono da sessili a sub-picciolate. La lamina ha delle forme da oblanceolate a oblunghe oppure sono fortemente lineari o anche ovoidi od orbicolari con apici acuminati e bordi interi o da dentati a seghettati e a volte crenati all'apice. In Mimulus le foglie possono essere lanose.

### Infiorescenze

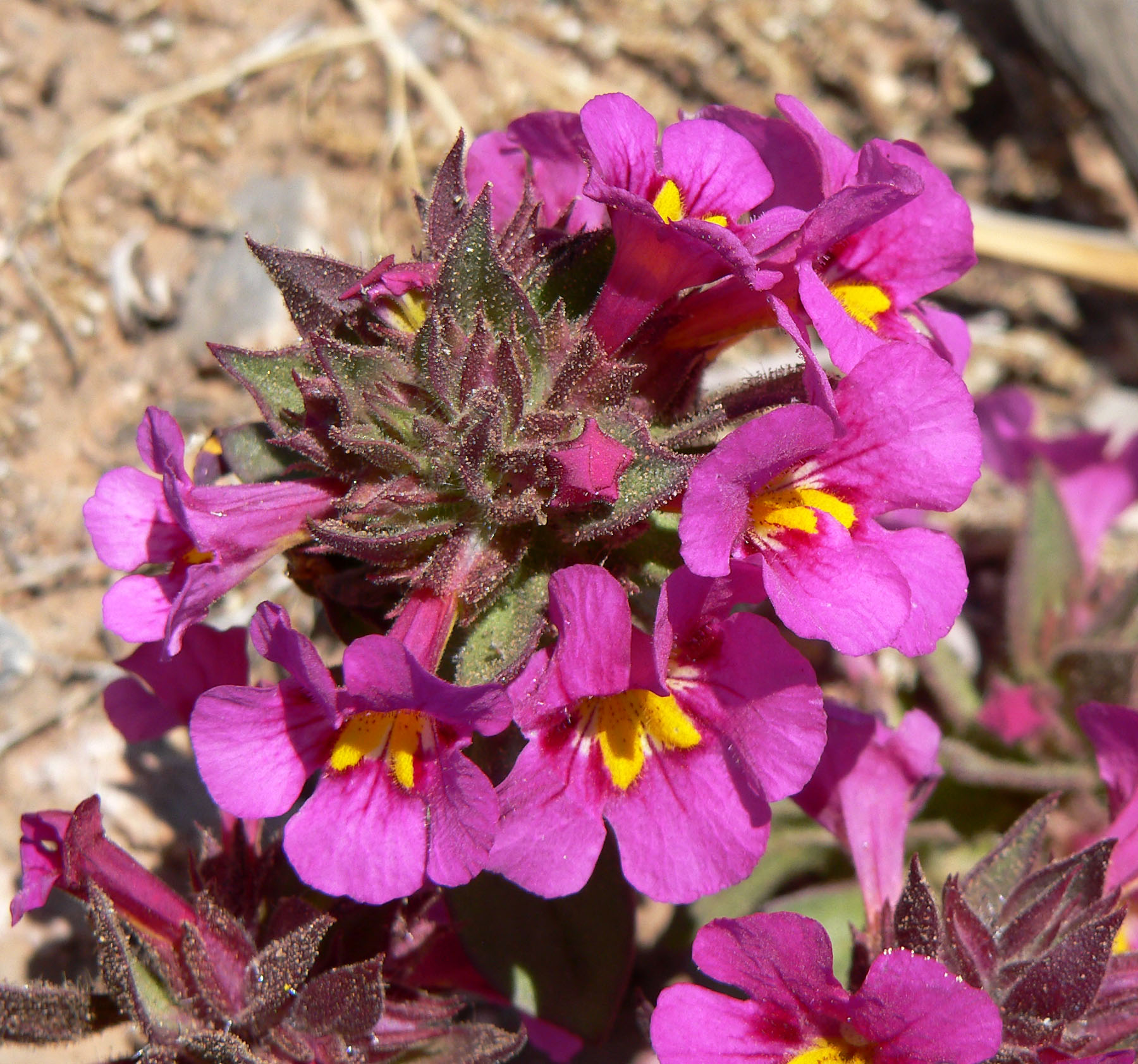
Infiorescenza
Mimulus bigelovii

Le infiorescenze sono formate da fiori solitari, oppure nelle parti superiori sono di tipo racemoso. I fiori, disposti alle ascelle delle foglie, sono distintamente pedicellati. Le bratteole del peduncolo fiorale sono assenti.

### Fiori

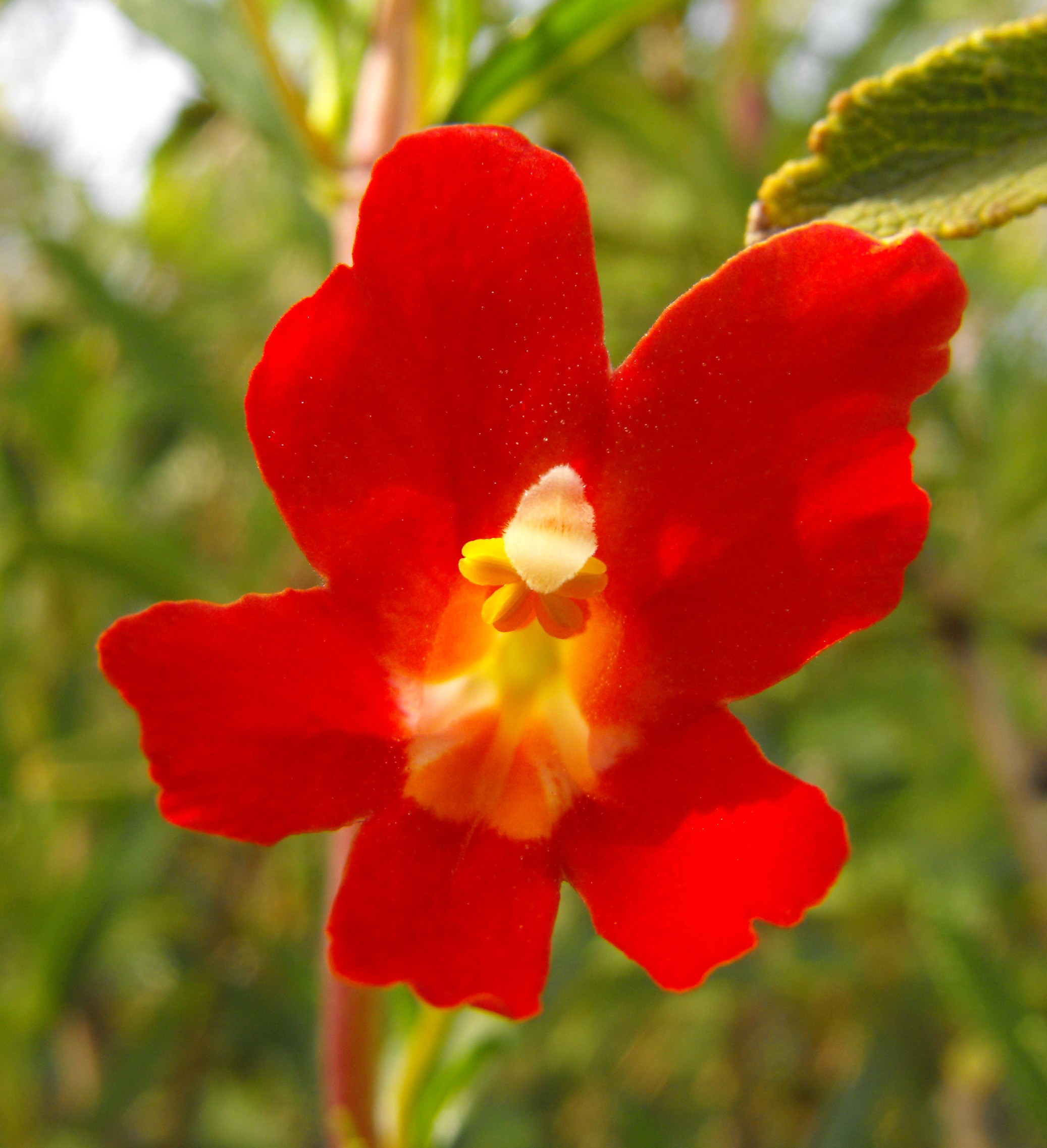
I fiori
Mimulus aurantiacus

I fiori sono ermafroditi, da debolmente a fortemente zigomorfi e tetraciclici (ossia formati da 4 verticilli: calice– corolla – androceo – gineceo) e pentameri (i verticilli del perianzio hanno 5 elementi).
- Formula fiorale:

x K (5), [C (2+3), A 2+2], G (2), supero, capsula.
- Il calice, più o meno attinomorfo e gamosepalo, è formato da un tubo campanulato terminante con 5 lobi molto più corti del tubo. La superficie in corrispondenza dei denti è percorsa da 5 coste (non sono presenti angoli o ali). Il calice può essere accrescente alla fruttificazione.

- La corolla gamopetala è tubolosa (cilindrica o imbutiforme) e fortemente bilabiata (zigomorfa) con un tubo corto e struttura 2/3: il labbro inferiore è formato da 3 lobi (con quello centrale più grande), quello superiore da due lobi eretti. Il colore della corolla varia da rosso, arancio, porpora, giallo a bianco; in alcune specie sono presenti delle macchie colorate.

- L'androceo è formato da 4 stami didinami inclusi nel tubo corollino. I filamenti in genere sono glabri. Le antere sono formate da due teche uguali e confluenti all'apice. In Mimetanthe le antere del paio abassiale sono molto ridotte o mancanti.

- Il gineceo è bicarpellare (sincarpico - formato dall'unione di due carpelli connati) ed ha un ovario supero con forme da ovoidi a oblunghe; è pubescente-ghiandoloso. Lo stilo è filiforme e unico inserito all'apice dell'ovario con stigma bilobo.

### Frutti
I frutti sono delle capsule con deiscenza loculicida (a due valve) oppure sono indeiscenti. I semi, numerosi, sono muniti di ancoraggi e ispessimenti apicali o hanno una testa reticolata.

## Biologia
Le specie di questo raggruppamento si riproducono per impollinazione tramite insetti (impollinazione entomogama)o tramite il vento (impollinazione anemogama)..
La dispersione dei semi avviene inizialmente a causa del vento (dispersione anemocora); una volta caduti a terra sono dispersi soprattutto da insetti tipo formiche (mirmecoria).

## Distribuzione e habitat
Questa tribù è presente in Nord America, Africa, Madagascar, India, sudest asiatico, arcipelago malese e Australia.

## Tassonomia
Questa tribù in passato era compresa (anche se come incertae sedis) nella famiglia delle Scrophulariaceae (secondo la classificazione ormai classica di Cronquist), mentre ora con i nuovi sistemi di classificazione filogenetica (classificazione APG) è stata assegnata alla famiglia delle Phrymaceae.
La famiglia Phrymaceae comprende 5 tribù, 15 generi e circa 220 specie

### Generi
La tribù comprende i seguenti generi:
- Elacholoma F.Muell. & Tate (2 spp.)
- Glossostigma Wight & Arn. (6 spp.)
- Microcarpaea R.Br. (2 spp.)
- Mimulicalyx P.C.Tsoong (1 sp.)
- Mimulus L. (7 spp.)
- Peplidium Delile (4 spp.)
- Thyridia W.R.Barker & Beardsley (1 sp.)
- Uvedalia R.Br. (2 spp.)

### Alcune specie

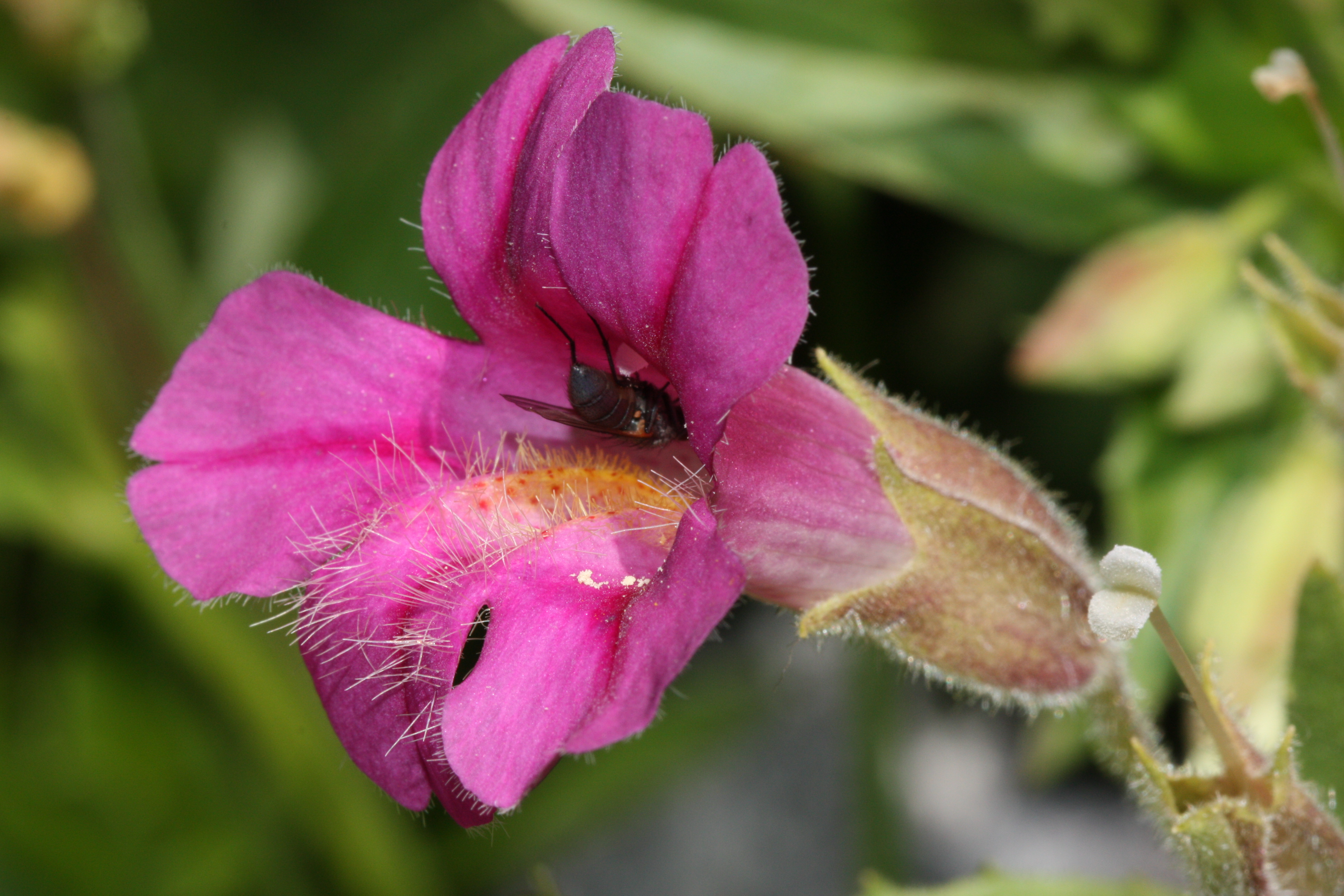
Mimulus lewisii
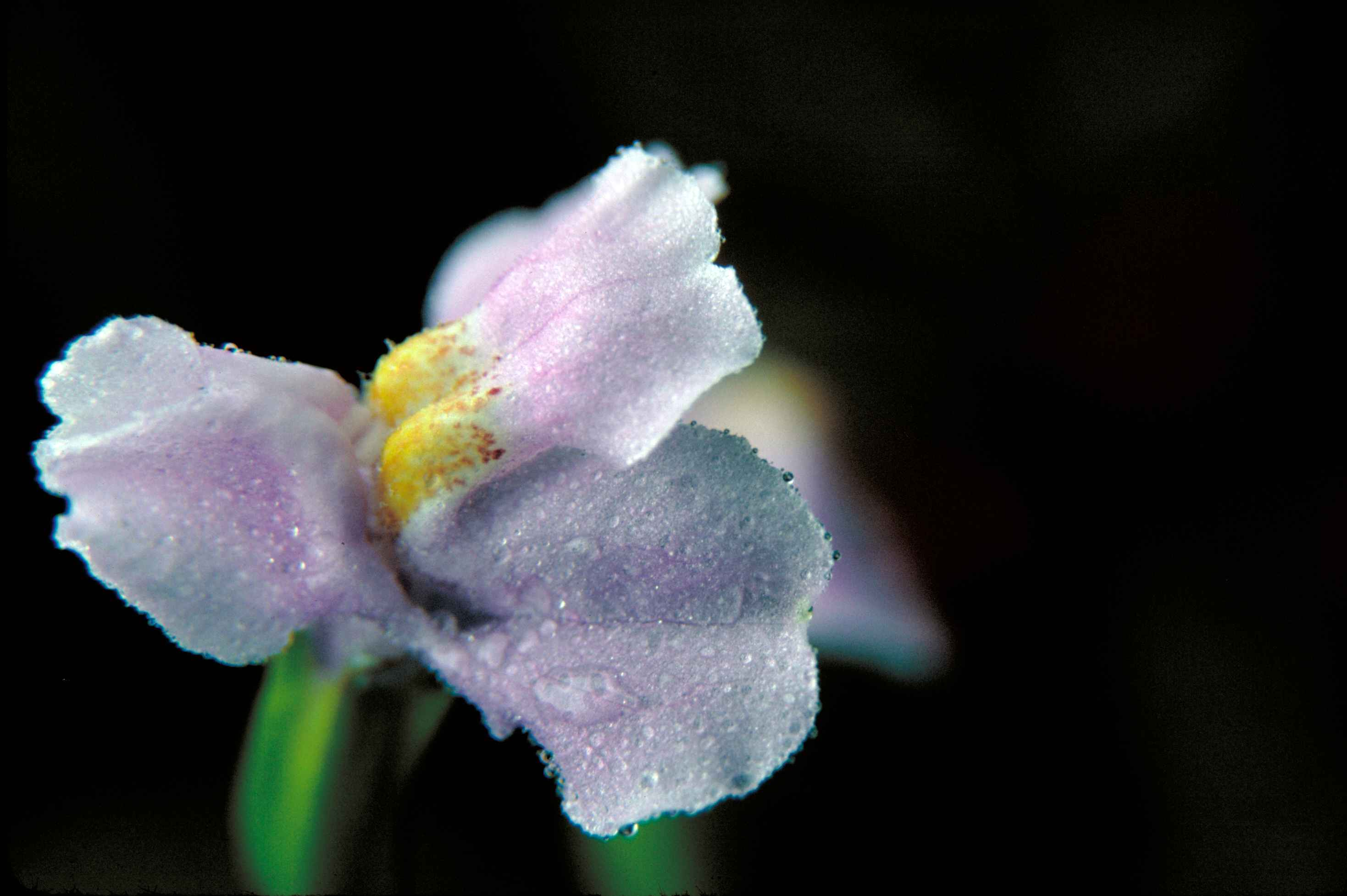
Mimulus alatus
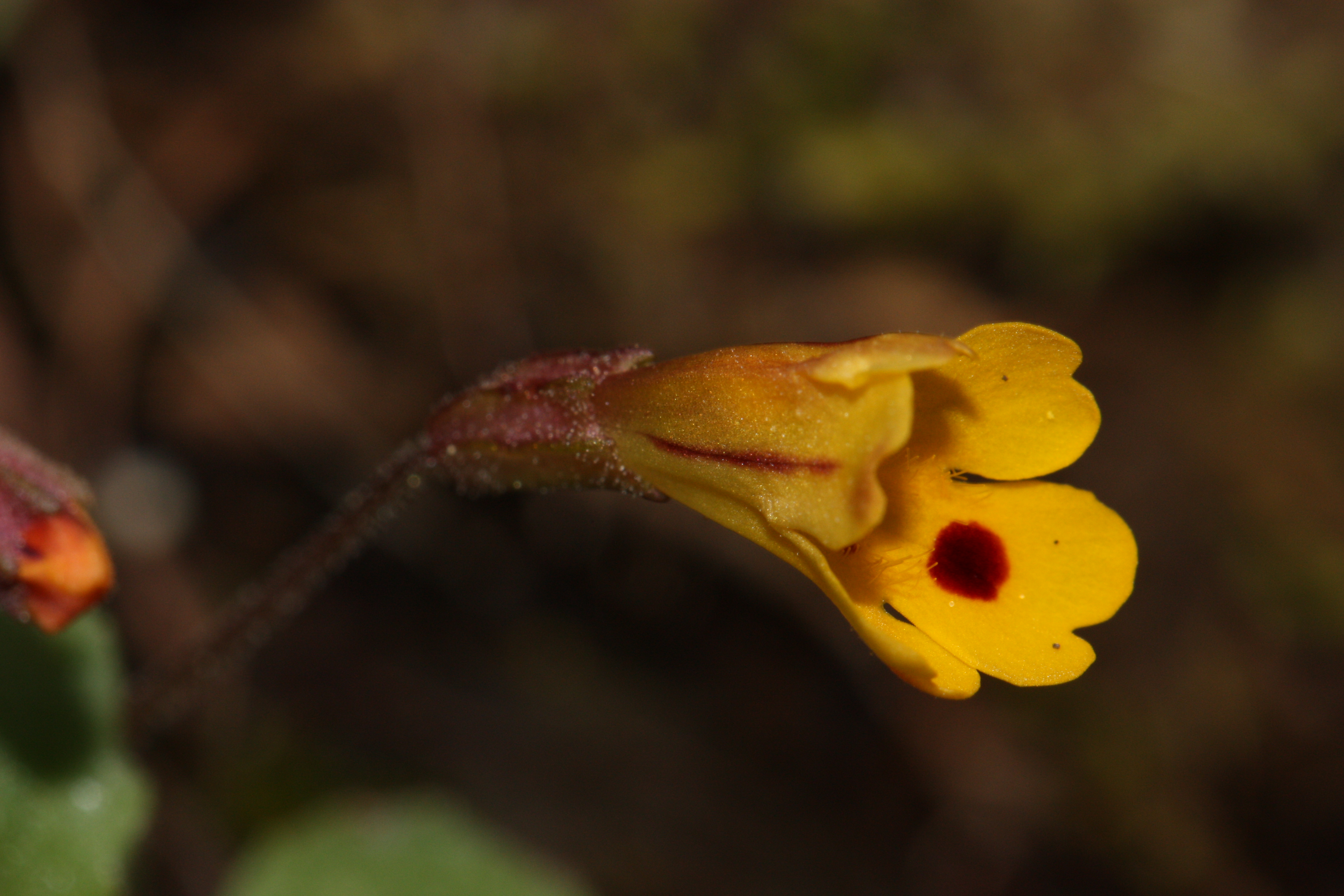
Mimulus alsinoides
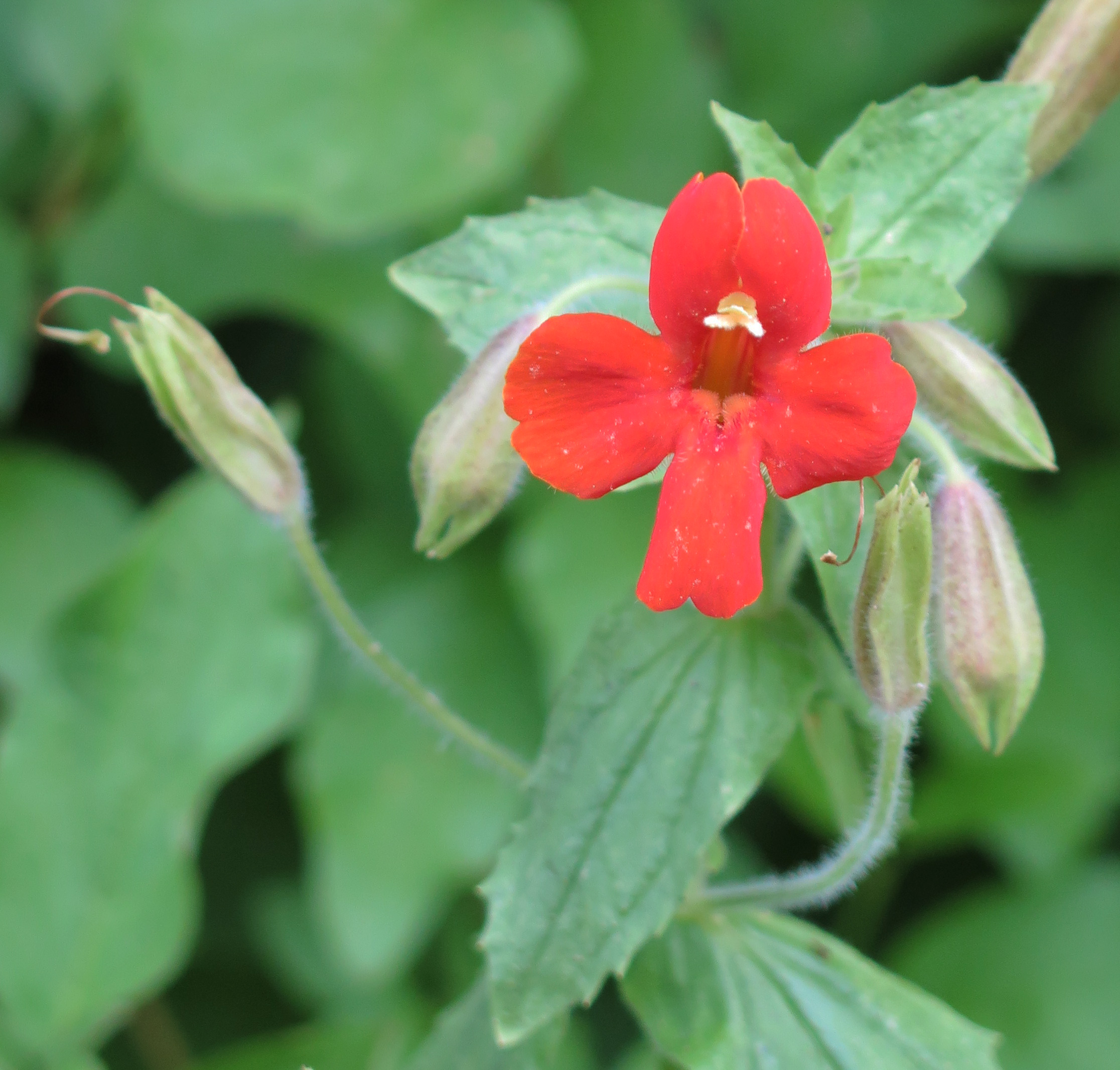
Mimulus cardinalis
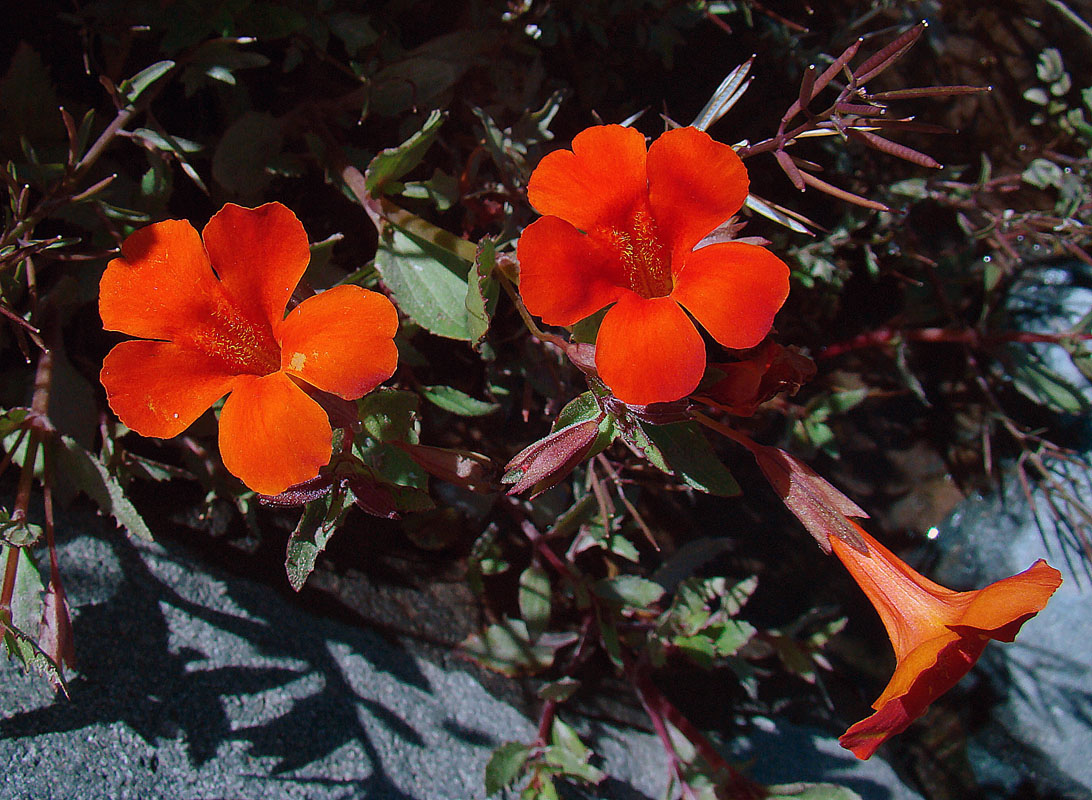
Mimulus cupreus
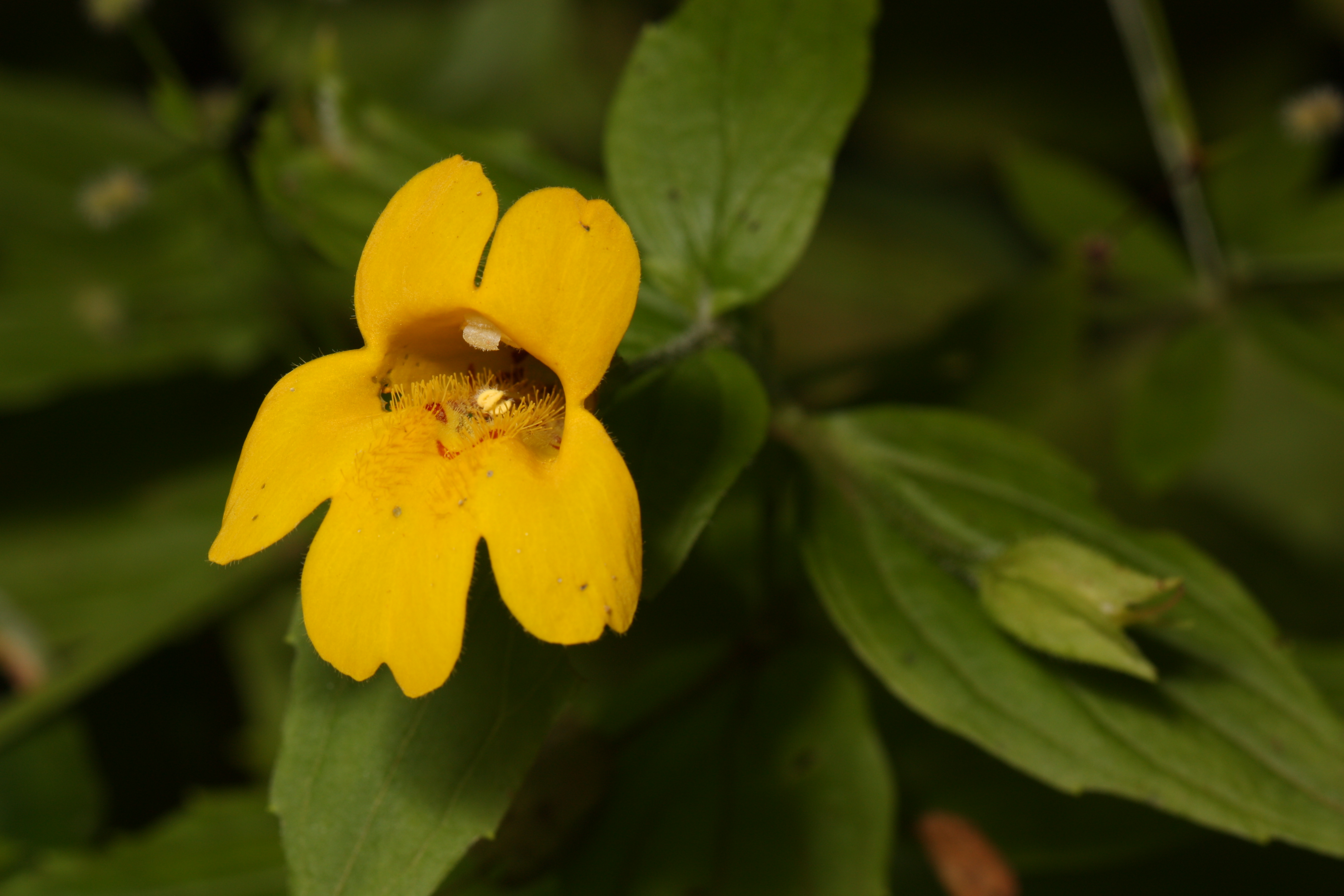
Mimulus dentatus
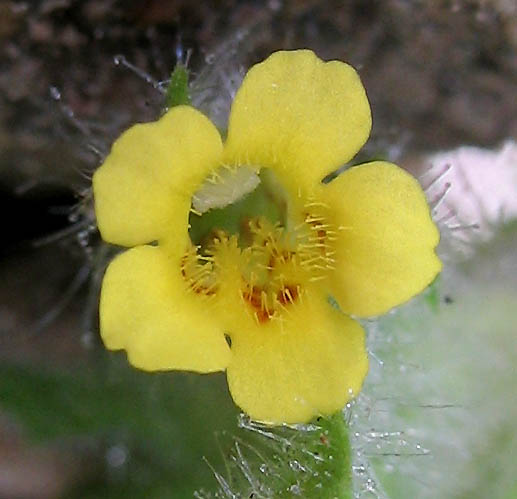
Mimulus floribundus
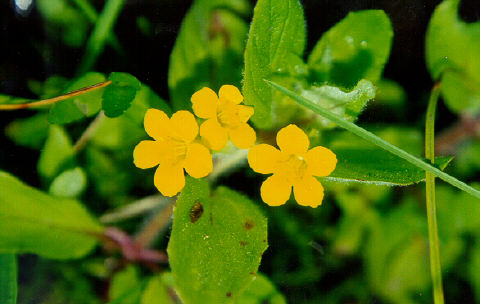
Mimulus moschatus
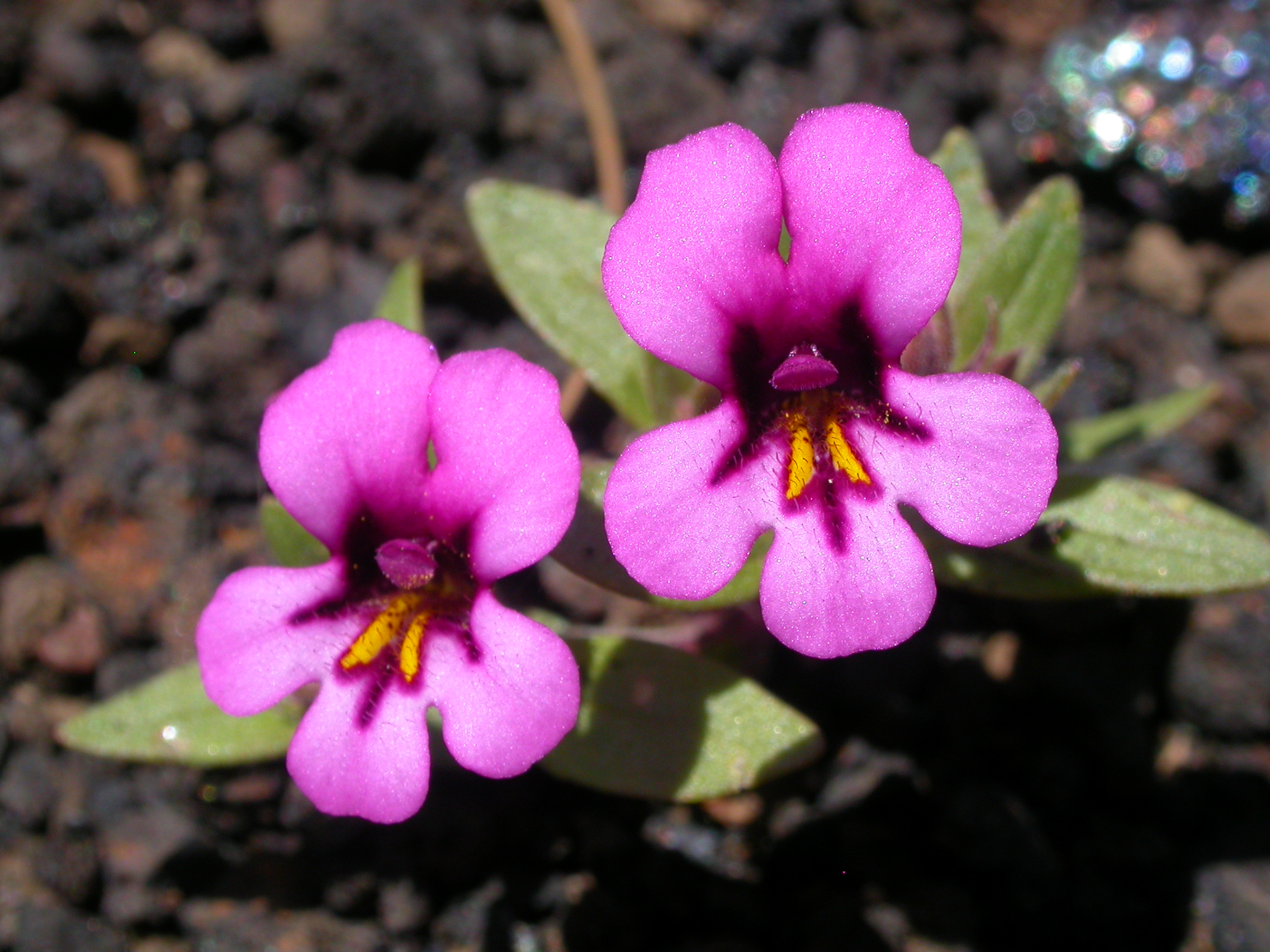
Mimulus nanus
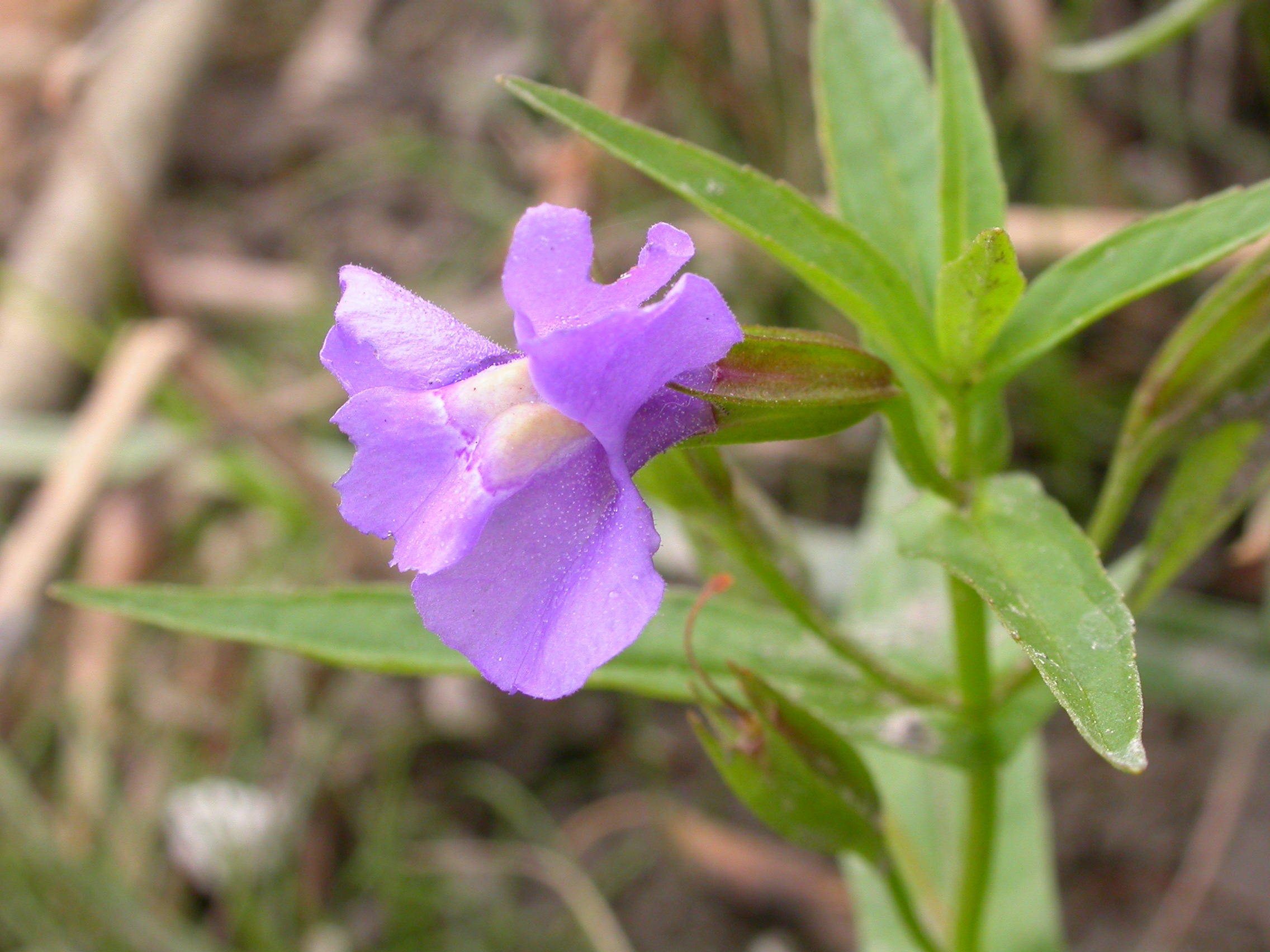
Mimulus ringens
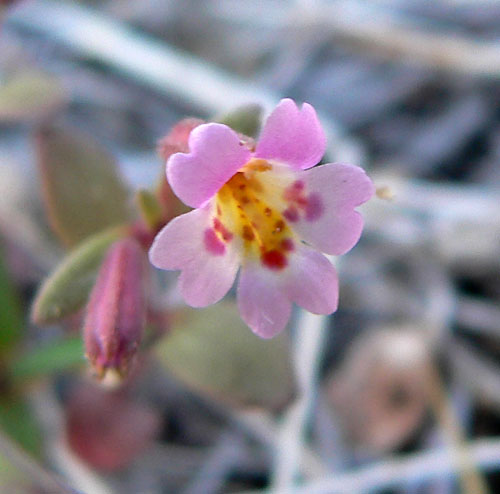
Mimulus rubellus
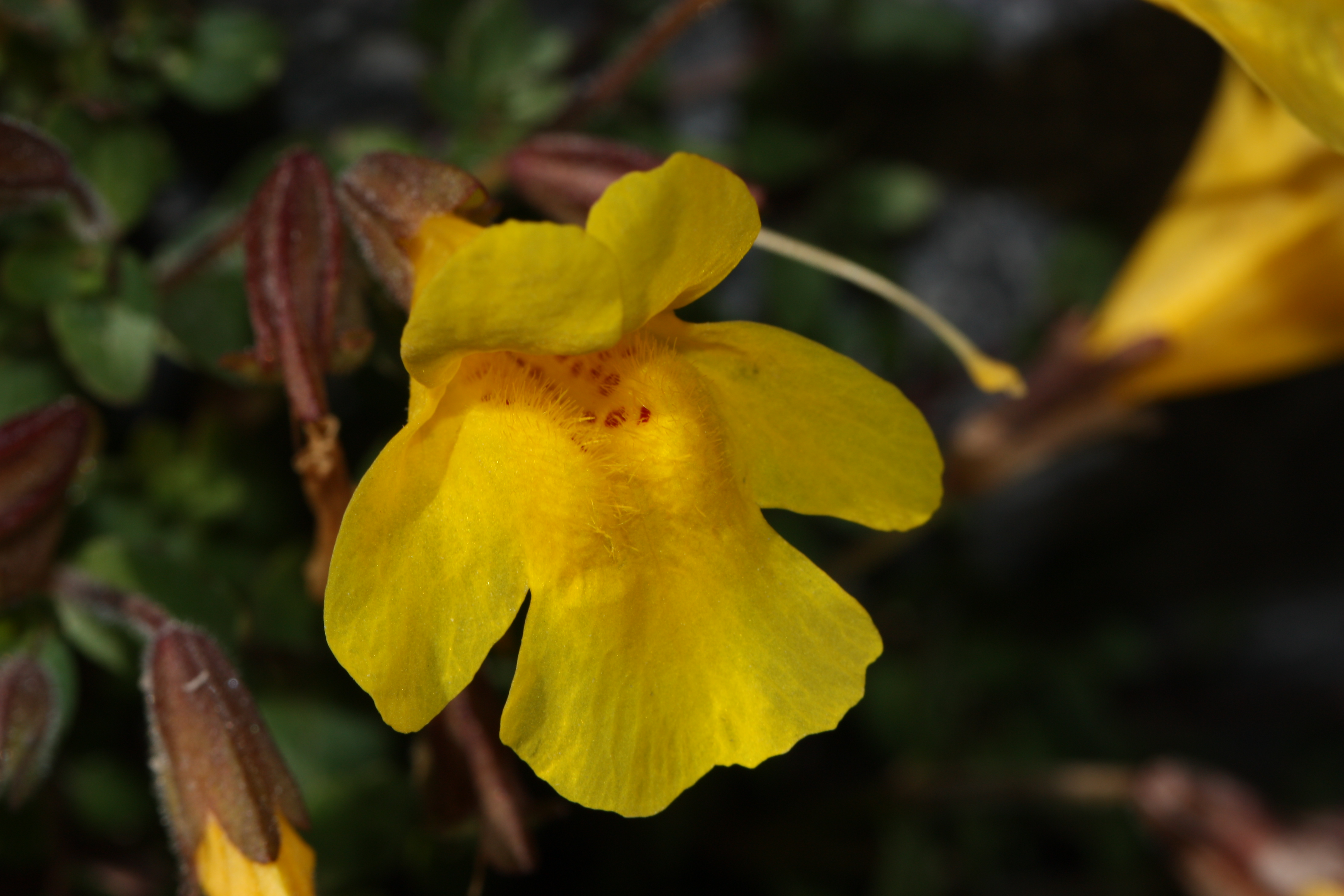
Mimulus tilingii